# Polyrhachis fuscipes
Polyrhachis fuscipes é uma espécie de formiga do gênero Polyrhachis, pertencente à subfamília Formicinae.